# Золота маска (фільм, 1939)
«Золота маска» (пол. Złota Maska) — чорно-білий польський мелодраматичний фільм 1939 року, поставлений режисером Яном Фетке за однойменною повістю Тадеуша Доленга-Мостовича 1935 року.

## Сюжет
Магда Нечаювна влаштовується на роботу в кабаре «Золота маска». Ця робота дає їй можливість вирватися з м'ясної крамниці свого батька у краще життя. Магда досягає своєї мети — завойовує визнання і популярність, ставши зіркою ревю. На одному з виступів Магда знайомиться з багатим дворянином Ксаверієм Руницьким. Вона виходить за нього заміж і входить у світ аристократів. Проте підлі інтриги нового оточення ставлять під питання сенс її шлюбу. Принижена, Магда буде вимушена прийняти важливе рішення, яке визначить її подальшу долю…

## У ролях
| Лідія Висоцька         | ···· | Магда Нечаювна                   |
| Мечислава Цвикліньська | ···· | мати Ксаверія                    |
| Владислав Вальтер      | ···· | Антоні Нечай, батько Магди       |
| Александр Жабчинський  | ···· | Ксаверій Руницький, землевласник |
| Іґо Сим                | ···· | архітектор Рачевський            |
| Марія Бугвальд         | ···· | Аделя, сестра Магди              |
| Ірена Васютиньска      | ···· | Міра Борисвоська                 |
| Яніна Кшимуська        | ···· | Полковська, сусідка              |
| Зофія Вільчинська      | ···· | покоївка                         |
| Гелена Зарембіна       | ···· | сусідка                          |
| Юзеф Орвід             | ···· | дядько Заклешинський             |

## Знімальна група
- Автори сценарію — Ян Фетке, Наполеон Садек (за повістю Тадеуша Доленга-Мостовича Золота маска, 1935)
- Режисер-постановник — Ян Фетке
- Композитор — Зигмунт Вілер
- Оператор — Северин Штайвужель
- Художник-постановник — Стефан Норріс
- Сценографія — Стефан Норріс
- Звук — Богдан Янковський

## Вихід на екран
Прем'єра фільму мала відбутися восени 1939 року, але плани змінилися через початок Другої світової війни. Монтаж стрічки було закінчено під час окупації Польщі, фільм вийшов на екрани 14 вересня 1940 року в Кракові. Після війни стрічку було перемонтовано (цензура вирізала сцени за участю Іґо Сима), були змінені титри.